# Polystichum lonchitis
Polystic en lance, Polystic faux-lonchitis, Polystic en fer de lance
Espèce
Polystichum lonchitis, appelé Polystic en lance, Polystic faux-lonchitis ou Polystic en fer de lance  est une espèce de fougères de la famille des Dryopteridaceae, originaire d'Europe.